# Zweizähnige Puppenschnecke
Die Zweizähnige Puppenschnecke (Pupilla bigranata), auch Zweizähniges Moospüppchen genannt, ist eine Schneckenart aus der Familie der Puppenschnecken, die zur Unterordnung der Landlungenschnecken (Stylommatophora) gerechnet wird. Obwohl das Taxon für viele europäische und asiatische Länder angegeben wird, ist seine Existenz als eigenständiges Art zweifelhaft.

## Merkmale
Das walzen- bis tonnenförmige Gehäuse mit rundlich-konischer Spitze ist 2,5 bis 3,5 mm hoch und 1,5 bis 1,7 mm breit. Es hat fünf bis sieben an der Peripherie wenig gewölbte Windungen, die von einer flachen Naht voneinander abgesetzt sind. Der Apex ist abgeflacht. Das Gehäuse ist braun gefärbt, die Oberfläche weist feine Anwachsstreifen auf. Die Mündung ist schief birnenförmig oder schief eiförmig, etwas variabel. Der Mundsaum ist stark und fast rechtwinklig nach außen gebogen. Die Mündungsbewehrung ist ebenfalls etwas variabel. Ein Parietalzahn ist immer vorhanden, dagegen kann der Palatalzahn auch fehlen. Der Palatalzahn ist kallös und sitzt tiefer in der Mündung; er ist aber bei senkrechtem Blick in die Mündung gut sichtbar. Der Nackenwulst ist kräftig ausgebildet und gelblich gefärbt. 

### Ähnliche Arten
Das Gehäuse ähnelt stark der Moos-Puppenschnecke (Pupilla muscorum) und der Gestreiften Puppenschnecke. Die Gehäusespitze ist bei der Zweizähnigen Puppenschnecke jedoch flacher. Die Umgänge sind an der Peripherie etwas stärker gerundet, die Nähte etwas tiefer. Die Art ist außerdem im Durchschnitt kleiner als Pupilla muscorum und etwas schwächer gestreift. Die Gestreifte Puppenschnecke ist deutlich stärker oder gröber gestreift.

## Geographische Verbreitung und Lebensraum
Das Verbreitungsgebiet der Zweizähnigen Puppenschnecke reicht von Westeuropa (Nordspanien, Frankreich) bis nach Zentralasien (Mongolei, Altai). Allerdings wird die Art unterschiedlich interpretiert. Möglicherweise handelt es sich daher um zwei verschiedene Arten. 
Die Zweizähnige Puppenschnecke bewohnt trockene und warme, offene und meist kalkreiche von Magerrasen bewachsene Hänge, Fels- und Geröllhalden sowie Trockenmauern. In der Schweiz steigt sie bis auf 2000 m über Meereshöhe an.

## Taxonomie
Das Taxon wurde 1839 von Emil Adolf Roßmäßler als Pupa bigranata erstmals beschrieben. Er hatte das Material von einem Prof. Dr. Hase aus Dresden erhalten. Leider gibt er keinen Herkunftsort an. Das Taxon wurde schon früh lediglich als Varietät der Moos-Puppenschnecke (Pupilla muscorum) abgewertet. Dietrich Geyer betonte 1910 wieder die Eigenständigkeit der Art. Im Standardwerk „Die Landschnecken Mittel- und Nordeuropas“ ist das Taxon nicht als selbständige Art enthalten. Auch Manganelli et al. (1995) bewerten das Taxon (noch) als Synonym von Pupilla muscorum. Dagegen fasste Bössneck (2009) das Taxon wieder als eigenständige Art auf. Pupilla bigranata wird heute häufig als eigenständige Art anerkannt und in die Gattung Pupilla gestellt, wobei in der Regel. Allerdings haben molekulargenetische Arbeiten gezeigt, dass alle Schnecken, die als Pupilla bigranata bestimmt worden waren, eigentlich zu Pupilla muscorum oder zu Pupilla triplicata gehören.

## Gefährdung
Die Art ist Deutschland in die Kategorie R = extrem selten eingestuft. Auch in Österreich ist die Art selten. In Bayern sind die Populationen bereits erloschen. In der Schweiz sind von ehemals 20 Population nur noch drei Populationen übrig geblieben. Die Art wird dort und auch in Rheinland-Pfalz als vom Aussterben bedroht eingestuft. 

## Belege

### Online
- AnimalBase: Species taxon summary bigranata Rossmässler, 1839 described in Pupa bzw.
- AnimalBase: Species summary for Pupilla bigranata